# Bisbat de Rēzekne-Aglona

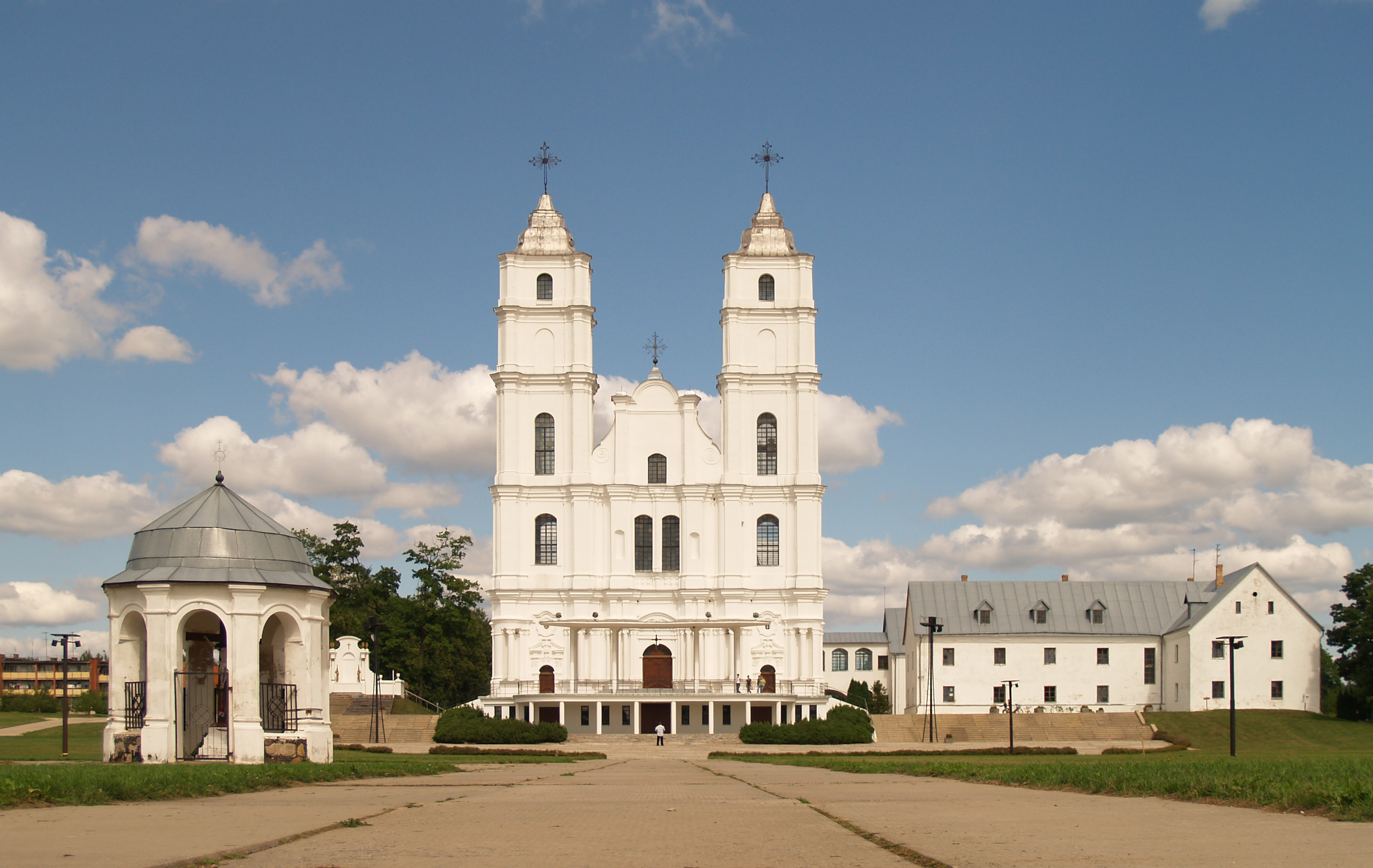
El Santuari d'Aglona

El bisbat de Rēzekne-Aglona (letó: Diecēze Rēzeknes-Aglonas, llatí: Dioecesis Rezeknensis-Aglonensis) és una seu de l'Església Catòlica a Letònia, sufragània de l'arquebisbat de Riga. Al 2004 tenia 107.215 batejats sobre una població de 388.636 habitants. Actualment està regida pel bisbe Jānis Bulis.

## Territori
L'arxidiòcesi s'estén sobre 15.679 km², i comprèn la part meridional de Letònia, corresponent a la regió històrica de Letgàlia.
La seu arxiepiscopal és la ciutat de Rēzekne, on es troba la catedral del Sagrat Cor de Jesús. A Anglona es troba la basílica mariana més important del país, dedicada a Maria Assumpta, centre d'un important pelegrinatge dels catòlics letons.
El territori està dividit en 109 parròquies.

## Història
La diòcesi va ser erigida el 2 de desembre de 1995 mitjançant la butlla Ad aptius consulendum del Papa Joan Pau II, prenent el territori de l'arquebisbat de Riga.

## Cronologia episcopal
- Jānis Bulis, des del 7 de desembre de 1995

## Estadístiques
A finals del 2004, la diòcesi tenia 107.215 batejats sobre una població de 388.636 persones, equivalent al 27,6% del total.
| any  | població | població | població | sacerdots | sacerdots       | sacerdots       | sacerdots             | diàques | religiosos | religiosos | parroquies |
| ---- | -------- | -------- | -------- | --------- | --------------- | --------------- | --------------------- | ------- | ---------- | ---------- | ---------- |
| any  | batejats | total    | %        | total     | clergat secular | clergat regular | batejats por sacerdot | diàques | homes      | dones      |            |
| 1999 | 116.077  | 400.000  | 29,0     | 53        | 46              | 7               | 2.190                 |         | 7          | 33         | 106        |
| 2000 | 115.984  | 390.500  | 29,7     | 52        | 46              | 6               | 2.230                 |         | 6          | 31         | 109        |
| 2001 | 115.187  | 389.500  | 29,6     | 53        | 47              | 6               | 2.173                 |         | 6          | 31         | 109        |
| 2002 | 112.451  | 387.163  | 29,0     | 54        | 48              | 6               | 2.082                 |         | 6          | 27         | 109        |
| 2003 | 111.401  | 389.800  | 28,6     | 58        | 50              | 8               | 1.920                 |         | 8          | 28         | 109        |
| 2004 | 107.215  | 388.636  | 27,6     | 58        | 50              | 8               | 1.848                 |         | 8          | 28         | 109        |